# Westend (metrostation)
Westend is een ondergronds station van de U-Bahn in Frankfurt am Main, stadsdeel Westend. Hier stoppen metrotreinen van de U-Bahn-lijnen U6 en U7 .